# Fokker M.6
El Fokker M.6 era un diseño experimental de dos asientos que se asemejaba al último caza de combate de la serie IE . Tenía un motor Oberursel de 60 kW (80 CV) y voló por primera vez en junio de 1914.
- Datos: Q5464198
- Multimedia: Fokker M.6 / Q5464198